# ديفيد روبنسون
ديفيد روبنسون (بالإنجليزية: David Robinson)‏ (27 نوفمبر 1969 بنيوكاسل أبون تاين في المملكة المتحدة - ) هو لاعب كرة قدم بريطاني في مركز الهجوم. لعب مع كامبريدج يونايتد ونادي بلاكبول ونادي بيتربورو يونايتد ونادي ريدنغ ونيوكاسل يونايتد ونادي غيتزهد وبيشوب أوكلاند ‏ وبيرويك راينجرز وWhitley Bay F.C. ‏.

## وصلات خارجية
- ديفيد روبنسون على موقع Soccerbase.com (لاعب) (الإنجليزية)